# The New Abnormal
| Recensione | Giudizio |
| ---------- | -------- |
| All Music  |          |

The New Abnormal è il sesto album del gruppo musicale statunitense The Strokes, pubblicato nel 2020 da Cult e RCA.
L'album è stato prodotto da Rick Rubin e registrato principalmente nel suo studio di registrazione a Malibù, in California. La copertina dell'album è un dipinto dell'artista statunitense Jean-Michel Basquiat, intitolato Bird on Money.
L'uscita dell'album è stata anticipata dalla pubblicazione dei singoli At the Door, Bad Decisions e Brooklyn Bridge to Chorus.

## Accoglienza
L'album ha avuto recensioni generalmente favorevoli. Il sito web statunitense Metacritic riporta una media ponderata del 76% sulla base di 22 recensioni.
L'album ha anche vinto il Grammy Award al miglior album rock alla 63ª edizione dei Grammy Awards nel 2021.

## Tracce
Testi di Julian Casablancas, musiche di The Strokes, tranne dove indicato.
1. The Adults Are Talking – 5:09
2. Selfless – 3:42
3. Brooklyn Bridge to Chorus – 3:55
4. Bad Decisions – 4:53 (musica: The Strokes, Billy Idol, Tony James)
5. Eternal Summer – 6:15 (musica: The Strokes, Richard Lofthouse Butler, Timothy Butler)
6. At the Door – 5:10 (musica: The Strokes, Paul Vassallo)
7. Why Are Sunday's So Depressing – 4:35
8. Not the Same Anymore – 5:37
9. Ode to the Mets – 5:51

## Formazione
Gruppo
- Julian Casablancas – voce
- Albert Hammond Jr. – chitarra
- Nick Valensi – chitarra
- Nikolai Fraiture – basso
- Fabrizio Moretti – batteria

Produzione
- Jason Lader – ingegneria, missaggio (tracce 4–7, 9)
- Pete Min – ingegneria
- Rob Bisel – assistente all'ingegneria
- Dylan Neustadter – assistente all'ingegneria
- Kevin Smith – assistente all'ingegneria
- Gus Oberg – pre-produzione registrazioni demo e ingegneria
- Chris Tabron – pre-produzione registrazioni demo e ingegneria
- Ben Baptie – missaggio (tracce 1–3, 8)
- Stephen Marcussen – mastering
- Stewart Whitmore – mastering

Grafica
- Jean-Michel Basquiat – dipinto sulla copertina (Bird on Money, 1981)
- Tina Ibañez – direzione artistica, design
- Jason McDonald – fotografia

## Successo commerciale
Nella classifica giapponese delle vendite fisiche e digitali The New Abnormal ha esordito al 16º posto con 2 508 esemplari.

## Classifiche

### Classifiche settimanali
| Classifica (2020) | Posizione massima |
| ----------------- | ----------------- |
| Australia         | 21                |
| Austria           | 8                 |
| Belgio (Fiandre)  | 7                 |
| Belgio (Vallonia) | 18                |
| Canada            | 21                |
| Croazia           | 3                 |
| Francia           | 20                |
| Germania          | 28                |
| Grecia            | 29                |
| Irlanda           | 12                |
| Italia            | 26                |
| Lituania          | 16                |
| Nuova Zelanda     | 15                |
| Paesi Bassi       | 38                |
| Portogallo        | 2                 |
| Regno Unito       | 3                 |
| Spagna            | 6                 |
| Stati Uniti       | 8                 |
| Svezia            | 31                |
| Svizzera          | 5                 |
| Ungheria          | 34                |

### Classifiche di fine anno
| Classifica (2020) | Posizione |
| ----------------- | --------- |
| Belgio (Fiandre)  | 167       |
| Portogallo        | 43        |
| Classifica (2024) | Posizione |
| Portogallo        | 196       |